# Schweizer Gebirgswaldameise
Die Schweizer Gebirgswaldameise (Formica paralugubris) gehört zur Gattung der Waldameisen (Formica) in der Unterfamilie der Schuppenameisen (Formicinae).

## Merkmale
Der Körper weist die für Waldameisen typische rot-schwarze Färbung auf. Das Hinterhaupt und das Mesosoma sind abstehend behaart, allerdings sind die abstehenden Haare auf dem Pronotum kürzer als bei der Starkbeborsteten Gebirgswaldameise (Formica lugubris). Das Stielchenglied (Petiolus) trägt längere Haare als bei der Schwachbeborsteten Gebirgswaldameise (Formica aquilonia). Die zwei schwarzen Flecken auf dem Pronotum und Mesonotum erscheinen deutlich, verschieden groß und unscharf umgrenzt. Die Arbeiterinnen werden 4,5 bis 9 Millimeter lang.

## Verbreitung und Lebensraum
Die Schweizer Gebirgswaldameise lebt nur in einem kleinen Verbreitungsgebiet im Apennin und in den Westalpen. Hier kommt sie in der montanen und subalpinen Vegetationszone bis zu einer Höhe von 2.300 Metern vor. In Deutschland ist ein Vorkommen bisher nicht nachgewiesen. Diese Art besiedelt Nadelwälder und Nadelmischwälder, wobei sie auch weniger besonnte Standorte als Formica lugubris nutzt und tiefer in den Waldbestand eindringt.

## Lebensweise
Diese Ameisenart bildet hochgradig polygyne Staaten, die viele Nester umfassen und hundert bis tausend Königinnen pro Nest beherbergen. Die größte bekannte Superkolonie umfasst 1200 Nester auf 70 Hektar Fläche. Die Geschlechtstiere schwärmen zwischen Mitte Mai und Mitte Juli. Die Begattung findet fast immer im oder auf dem Nest statt und die Jungköniginnen werden vom Mutternest adoptiert. Seltener kommt es zu Begattungen an externen Paarungsplätzen. Sozialparasitäre Koloniegründungen bei Sklavenameisen konnten bisher nicht nachgewiesen werden.

### Nestbau
Die Ameisenhügel sind deutlich kleiner als etwa bei der Kahlrückigen Waldameise (Formica polyctena) und können einen Durchmesser von höchstens 160 Zentimetern erreichen. Im Nest werden große Mengen Harzkrümel eingelagert, die offenbar der Bekämpfung von Mikroben und Pilzen dienen.

## Systematik
Diese Art wurde erst relativ spät, 1996, beschrieben. Nach genetischen Befunden bildet diese Art eine Schwesterart zu Formica aquilonia.